# Saut en longueur masculin aux Jeux olympiques d'été de 1948
Pour un article plus général, voir Athlétisme aux Jeux olympiques d'été de 1948.
Navigation
Berlin 1936 Helsinki 1952
L'épreuve du saut en longueur masculin aux Jeux olympiques de 1948 s'est déroulée le 31 juillet 1948 au Stade de Wembley de Londres, au Royaume-Uni. Elle est remportée par l'Américain Willie Steele.

## Résultats

### Finale
| Rang               | Athlète                       | Pays            | Essais | Essais | Essais | Essais | Essais | Essais | Marque | Notes |
| Rang               | Athlète                       | Pays            | 1      | 2      | 3      | 4      | 5      | 6      | Marque | Notes |
| ------------------ | ----------------------------- | --------------- | ------ | ------ | ------ | ------ | ------ | ------ | ------ | ----- |
| Médaille d'or      | Willie Steele                 | États-Unis      |        |        |        |        |        |        | 7.825  |       |
| Médaille d'argent  | Theo Bruce                    | Australie       |        |        |        |        |        |        | 7.555  |       |
| Médaille de bronze | Herb Douglas                  | États-Unis      |        |        |        |        |        |        | 7.545  |       |
| 4                  | Lorenzo Wright                | États-Unis      |        |        |        |        |        |        | 7.450  |       |
| 5                  | Adegboyega Folaranmi Adedoyin | Grande-Bretagne |        |        |        |        |        |        | 7.270  |       |
| 6                  | Georges Damitio               | France          |        |        |        |        |        |        | 7.070  |       |
| 7                  | Harry Whittle                 | Grande-Bretagne |        |        |        |        |        |        | 7.030  |       |
| 8                  | Felix Würth                   | Autriche        |        |        |        |        |        |        | 7.000  |       |
| 9                  | Harry Askew                   | Grande-Bretagne |        |        |        |        |        |        | 6.935  |       |
| 10                 | Enrique Kistenmacher          | Argentine       |        |        |        |        |        |        | 6.800  |       |
| 11                 | Edward Adamczyk               | Pologne         |        |        |        |        |        |        | 6.735  |       |

## Légende
Records et Performances
- AR : Record continental (area record)
- CR : Record des championnats (championship record)
- MR : Record du meeting (meet record)
- NR : Record national (national record)
- OR : Record olympique (olympic record)
- PR : Record paralympique (paralympic record)
- PB : Record personnel (personal best)
- SB : Meilleure performance personnelle de la saison (season's best)
- WL : Meilleure performance mondiale de l'année (world leader)
- WJR : Record du monde junior (world junior record)
- WR : Record du monde (world record)

Circonstances et Conditions
- DNF : N'a pas terminé (did not finish)
- DNS : N'a pas pris le départ (did not start)
- DQ : Disqualification (disqualification)
- NM : Aucun essai valable enregistré (No Mark)
- Q : Qualifié « directement » au prochain tour (ou à la prochaine compétition), lors d'une compétition majeure, grâce au classement ou à la réalisation des minima (automatic qualifier)
- q : Qualifié au prochain tour (ou à la prochaine compétition), lors d'une compétition majeure, grâce au repêchage ou à la réalisation de l'une des meilleures performances parmi celles des « non qualifiés directement » (grâce au meilleur temps ou à la meilleure distance par exemple) (secondary qualifier)